# ایمج‌مجیک
ایمج‌مجیک یک مجموعه نرم‌افزاری متن‌باز برای نمایش، تبدیل و ویرایش پرونده‌های گرافیک شطرنجی ست. این نرم‌افزار می‌تواند، بیش از ۲۰۰ قالب پرونده تصویری را پشتیبانی کند. ایمج‌مجیک با پروانه آپاچی ۲ منتشر می‌شود.

## تاریخچه
ImageMagick در سال 1987 توسط جان کریستی هنگام کار در DuPont ایجاد شد تا تصاویر 24 بیتی (16 میلیون رنگ) را به تصاویر 8 بیتی (256 رنگ) تبدیل کرده و در صفحه نمایش های آن زمان، قابل نمایش دادن کند. در سال 1990 زمانی که DuPont موافقت کرد حق چاپ را به ImageMagick Studio LLC، که هنوز هم در حال حاضر سازمان نگهدارنده پروژه است، منتقل کند، آزادانه منتشر شد.

## توزیع
ایمج‌مجیک یک نرم‌افزار چند سکویی است، و روی مایکروسافت ویندوز و روی سیستم‌های شبه یونیکس مانند اواس ده، لینوکس، سولاریس (سیستم‌عامل) و فری‌بی‌اس‌دی اجرا می‌شود. پروژه‌های کد منبع می‌توانند کامپایل بشوند برا دیگر سیستم‌عامل‌ها، مانند AmigaOS 4.0 و MorphOS.

## نرم‌افزار وابسته
گرافیک‌مجیک یک نرم‌افزار منشعب شده از ایمج‌مجیک ۵٫۵٫۲ است که در سال ۲۰۰۲ ساخته شد، با تأکید بر پایدار ماندن چند نسخه ایی ای‌پی‌آی و رابط کاربری. گرافیک‌مجیک در نتیجه تفاوت‌های غیر قابل حل و آشتی‌ناپذیر گروه توسعه دهندگان ایمج‌مجیک ظاهر شده است.